# Amphithéâtre d'Aoste
 (décembre 2023).
Si vous disposez d'ouvrages ou d'articles de référence ou si vous connaissez des sites web de qualité traitant du thème abordé ici, merci de compléter l'article en donnant les références utiles à sa vérifiabilité et en les liant à la section « Notes et références ».
L'amphithéâtre romain d’Aoste (Augusta Prætoria Salassorum) est situé à l’intérieur du rempart des murailles romaines. Ses ruines sont insérées dans une construction médiévale, le monastère des sœurs Sainte-Catherine, qui accueille aujourd’hui les religieuses de Saint-Joseph.

## Localisation
L’amphithéâtre surgissait à l’intérieur de l’angle nord-oriental du rempart des murailles, au nord du théâtre, et il occupait un terrain correspondant à deux insulae.

## Caractéristiques
L’arène elliptique mesurait 86 mètres en direction nord-sud et 73 mètres est-ouest. Elle avait été réalisée au-dessous du niveau du sol, de façon que la partie inférieure de la cavea puisse s’adosser au terrain, tandis que la partie supérieure était appuyée aux soixante arcades construites exprès et divisées par des demi-colonnes d’ordre toscan. La cavea pouvait accueillir à peu près quinze mille spectateurs ; le nombre était donc plus élevé que la population initiale d’Augusta Praetoria, qui s'élevait à dix mille personnes.

## Époque de construction
On ne sait pas si le monument a été bâti avec le reste de la ville, construite en 25 av. J.-C., ou dans une époque suivante. Le fait que l'amphithéâtre soit à l'intérieur des murs ferait penser qu'il était inséré dans le plan urbanistique de la ville, et porterait donc à partager la première hypothèse, qu’il serait l'un des amphithéâtres les plus vieux construits par les Romains. Mais il semble que le théâtre à côté ait été bâti successivement à la fondation de la ville, au point qu’on a dû détruire des habitations préexistantes : par conséquent la même chose pourrait valoir pour l’amphithéâtre. En outre la technique du bossage rustique employée comme revêtement a été utilisée dans l'Empire romain seulement au Ier siècle.

## Au Moyen Âge
Comme d'autres édifices publics romains, l'amphithéâtre, dont l'usage était interdit par la législation inspirée par le christianisme, tomba en misère et il fut employé comme carrière de matériel pour édifier d'autres constructions. L'édifice est connu avec le nom de palatium rotundum, qui dénote la perte de mémoire de sa fonction originaire, et la famille nobiliaire qui s'en assure le contrôle, avec la tour de l'angle nord-est du mur d'enceinte, prend en effet le nom de De Palacio, devenu ensuite « Du Palais ». De l'édifice romain sont encore utilisés quelques couloirs au-dessous de la cavea qui sont indiqués dans les documents médiévaux avec le nom de crottes (« caves »).

## Le couvent Saint-Joseph

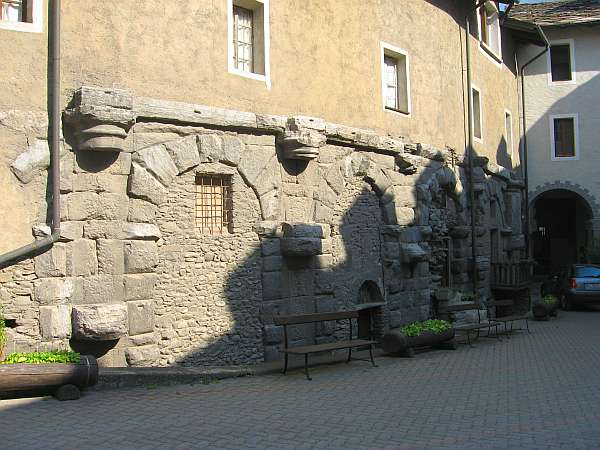
Arcs romains de l'amphithéâtre englobés dans le couvent médiéval

En 1247, le vicomte d’Aoste, Godefroy de Challant, fait bâtir sur les ruines de l’amphithéâtre un édifice pour accueillir des chanoinesses de Sainte-Catherine, réfugiées du Valais. Les nouveaux bâtiments, qui comprend une église et son clocher, englobent certaines arcades de la vieille façade extérieure de l’amphithéâtre, l’enceinte du couvent comprend toute la zone qui autrefois était occupée par l’amphithéâtre. En 1496, le bâtiment est restructuré et embelli par François de Carmagne, vice-bailli d’Aoste, qui fait réaliser aussi une fresque au-dessus de la porte d’entrée, dont une partie est encore visible de nos jours. En 1803, le gouvernement républicain, qui s’était installé après le passage de Napoléon en 1800, renvoie les sœurs de Sainte-Catherine de leur couvent et le destine à un usage civil. Enfin en 1831, l’évêque d’Aoste Évase Agodino invite les sœurs de Saint-Joseph, en provenance de Lyon, à s’installer dans le couvent où elles se trouvent encore aujourd’hui.

## Le site aujourd'hui
Les vestiges de l’amphithéâtre romain sont visibles à l’intérieur du couvent, tandis que l’arène est actuellement occupée par un verger.